# نادی‌اوروسی
نادْیْ‌اوروسی (به مجاری:  Nagyoroszi) یک شهرداری در مجارستان است که در ناحیه رتشاگ واقع شده‌است. نادی‌ا‌وروسی ۴۰٫۰۳ کیلومتر مربع مساحت و ۲٬۲۷۳ نفر جمعیت دارد.